# Taphozous longimanus
Taphozous longimanus là một loài động vật có vú trong họ Dơi bao, bộ Dơi. Loài này được Hardwicke mô tả năm 1825.